# Vieux (Tarn)
Pour les articles homonymes, voir Vieux.
Vieux (en occitan Vius) est une commune française située dans le nord-ouest du département du Tarn, en région Occitanie. Sur le plan historique et culturel, la commune est dans le Gaillacois, un pays qui doit sa notoriété à la qualité de ses vins.
Exposée à un climat océanique altéré, elle est drainée par la Vère, le ruisseau de Marines et par deux autres cours d'eau.
Vieux est une commune rurale qui compte 230 habitants en 2022, après avoir connu un pic de population de 504 habitants en 1846.  Elle fait partie de l'aire d'attraction de Gaillac. Ses habitants sont appelés les Vieuxois ou  Vieuxoises.

## Géographie

### Communes limitrophes
Vieux est limitrophe de six autres communes.
| Saint-Beauzile | Campagnac        | Alos     |
| Le Verdier     | Vieux            | Andillac |
|                | Cahuzac-sur-Vère |          |

### Géologie et relief
La superficie de la commune est de 695 hectares ; son altitude varie de 170  à   271 mètres.

### Hydrographie
La commune est dans le bassin de la Garonne, au sein du bassin hydrographique Adour-Garonne. Elle est drainée par la Vère, le ruisseau de Marines, le ruisseau de la Sesquiére et par un petit cours d'eau, qui constituent un réseau hydrographique de 8 km de longueur totale,.
La Vère, d'une longueur totale de 53,2 km, prend sa source dans la commune du Le Garric et s'écoule d'ouest en est. Elle traverse la commune et se jette dans l'Aveyron à Bruniquel, après avoir traversé 15 communes.

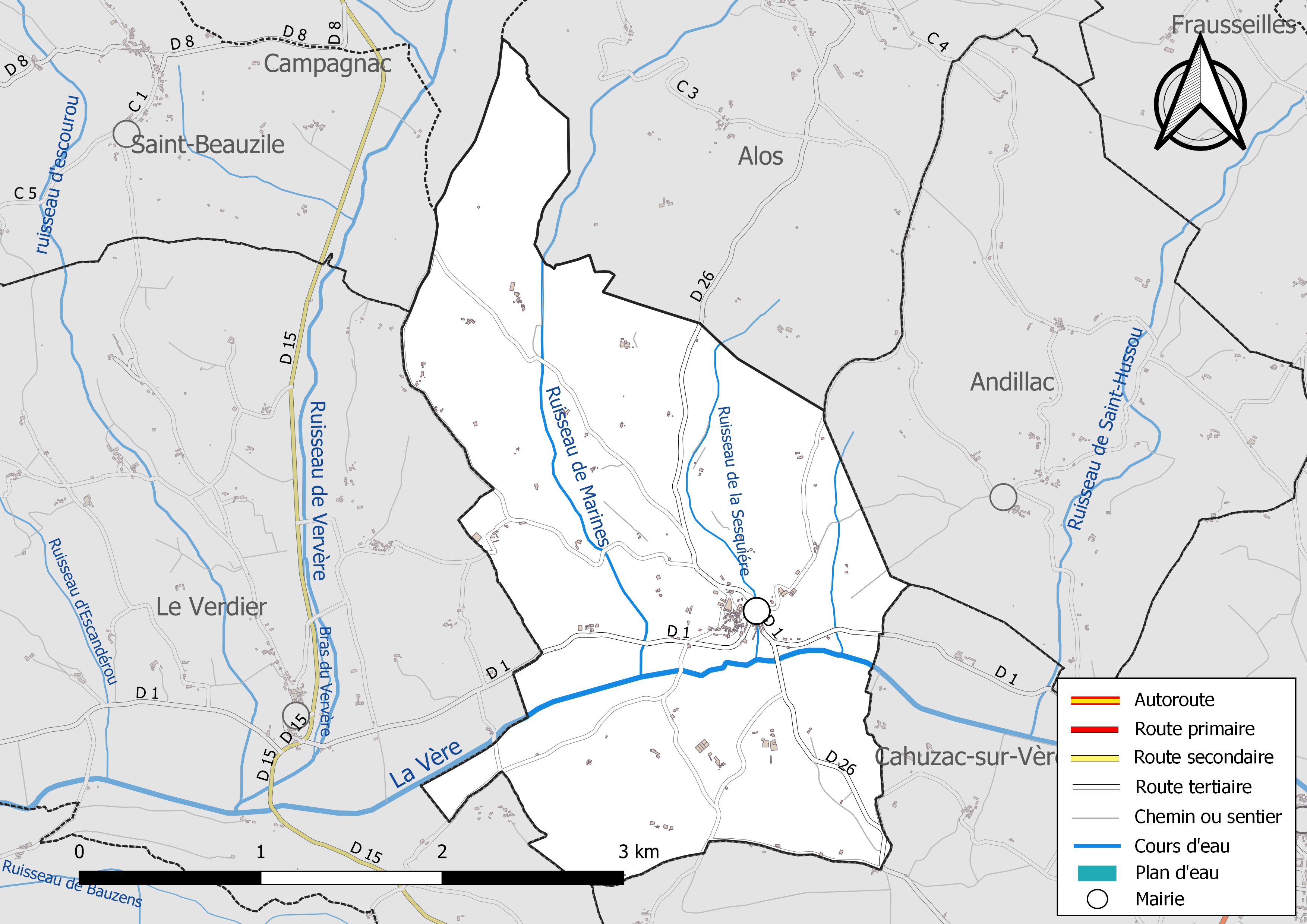
Réseaux hydrographique et routier de Vieux.

### Climat
Pour des articles plus généraux, voir Climat de l'Occitanie et Climat du Tarn.
En 2010, le climat de la commune est de type climat du Bassin du Sud-Ouest, selon une étude du Centre national de la recherche scientifique s'appuyant sur une série de données couvrant la période 1971-2000. En 2020, Météo-France publie une typologie des climats de la France métropolitaine dans laquelle la commune est exposée à un climat océanique altéré et est dans la région climatique Aquitaine, Gascogne, caractérisée par une pluviométrie abondante au printemps, modérée en automne, un faible ensoleillement au printemps, un été chaud (19,5 °C), des vents faibles, des brouillards fréquents en automne et en hiver et des orages fréquents en été (15 à 20 jours).
Pour la période 1971-2000, la température annuelle moyenne est de 12,9 °C, avec une amplitude thermique annuelle de 15,8 °C. Le cumul annuel moyen de précipitations est de 792 mm, avec 10,3 jours de précipitations en janvier et 5,5 jours en juillet. Pour la période 1991-2020, la température moyenne annuelle observée sur la station météorologique de Météo-France la plus proche, « Puycelsi », sur la commune de Puycelsi à 13 km à vol d'oiseau, est de 13,2 °C et le cumul annuel moyen de précipitations est de 740,4 mm. 
La température maximale relevée sur cette station est de 41,9 °C, atteinte le 24 août 2023 ; la température minimale est de −11,7 °C, atteinte le 8 février 2012,,.
Les paramètres climatiques de la commune ont été estimés pour le milieu du siècle (2041-2070) selon différents scénarios d'émission de gaz à effet de serre à partir des nouvelles projections climatiques de référence DRIAS-2020. Ils sont consultables sur un site dédié publié par Météo-France en novembre 2022.

### Milieux naturels et biodiversité
Aucun espace naturel présentant un intérêt patrimonial n'est recensé sur la commune dans l'inventaire national du patrimoine naturel,,.

## Urbanisme

### Typologie
Au 1er janvier 2024, Vieux est catégorisée commune rurale à habitat dispersé, selon la nouvelle grille communale de densité à sept niveaux définie par l'Insee en 2022.
Elle est située hors unité urbaine. Par ailleurs la commune fait partie de l'aire d'attraction de Gaillac, dont elle est une commune de la couronne,. Cette aire, qui regroupe 14 communes, est catégorisée dans les aires de moins de 50 000 habitants,.

### Occupation des sols
L'occupation des sols de la commune, telle qu'elle ressort de la base de données européenne d’occupation biophysique des sols Corine Land Cover (CLC), est marquée par l'importance des territoires agricoles (97,3 % en 2018), une proportion identique à celle de 1990 (97,3 %). La répartition détaillée en 2018 est la suivante : 
zones agricoles hétérogènes (48,7 %), terres arables (36,4 %), cultures permanentes (12,2 %), forêts (2,7 %). L'évolution de l’occupation des sols de la commune et de ses infrastructures peut être observée sur les différentes représentations cartographiques du territoire : la carte de Cassini (XVIIIe siècle), la carte d'état-major (1820-1866) et les cartes ou photos aériennes de l'IGN pour la période actuelle (1950 à aujourd'hui).

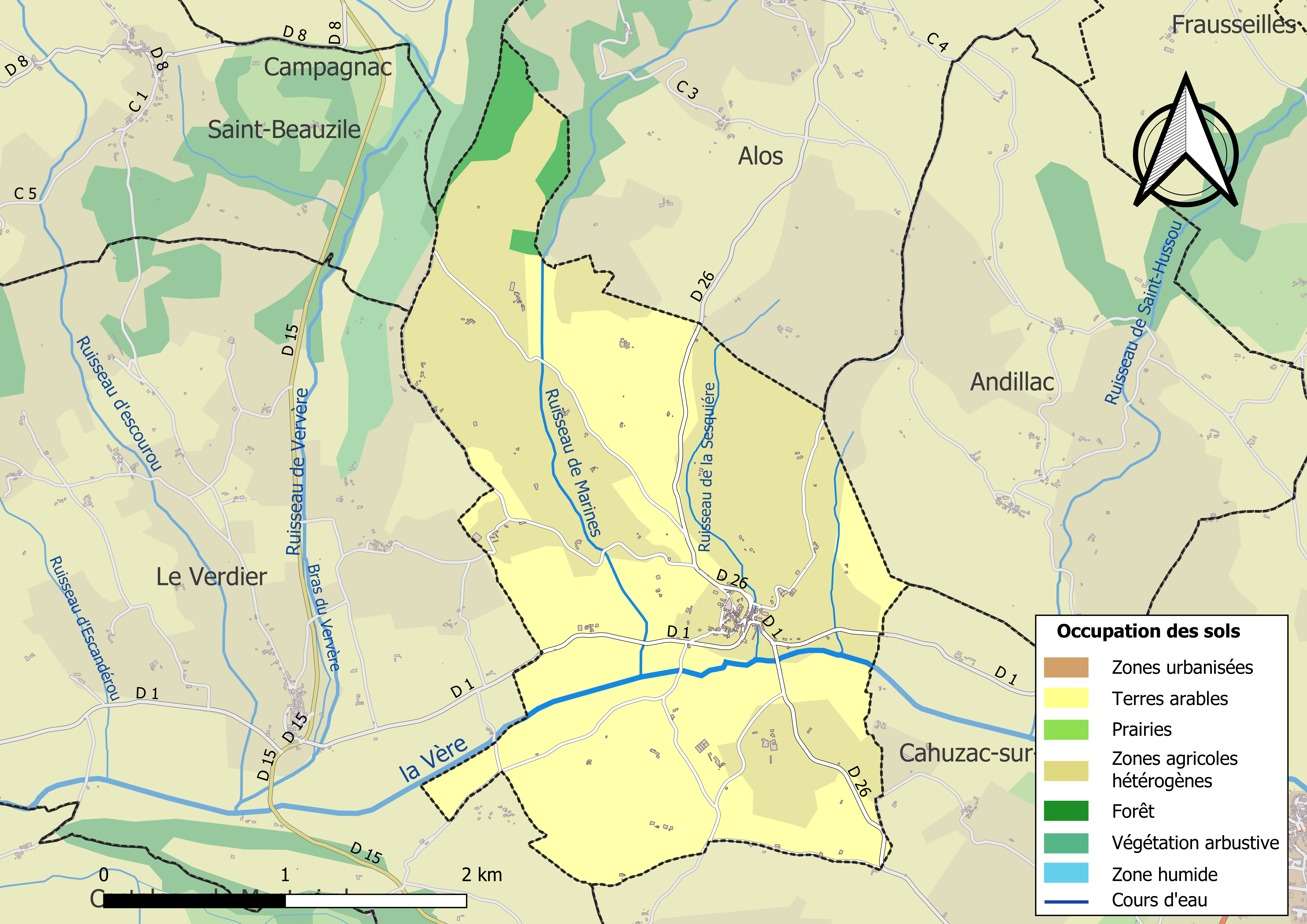
Carte des infrastructures et de l'occupation des sols de la commune en 2018 (CLC).

### Risques majeurs
Le territoire de la commune de Vieux est vulnérable à différents aléas naturels : météorologiques (tempête, orage, neige, grand froid, canicule ou sécheresse), inondations, mouvements de terrains et séisme (sismicité très faible). Il est également exposé à un risque technologique,  le transport de matières dangereuses. Un site publié par le BRGM permet d'évaluer simplement et rapidement les risques d'un bien localisé soit par son adresse soit par le numéro de sa parcelle.

#### Risques naturels
Certaines parties du territoire communal sont susceptibles d’être affectées par le risque d’inondation par débordement de cours d'eau, notamment la Vère. La cartographie des zones inondables en ex-Midi-Pyrénées réalisée dans le cadre du XIe Contrat de plan État-région, visant à informer les citoyens et les décideurs sur le risque d’inondation, est accessible sur le site de la DREAL Occitanie. La commune a été reconnue en état de catastrophe naturelle au titre des dommages causés par les inondations et coulées de boue survenues en 1982,.
Vieux est exposée au risque de feu de forêt. En 2022, il n'existe pas de Plan de Prévention des Risques incendie de forêt (PPRif). Le débroussaillement aux abords des maisons constitue l’une des meilleures protections pour les particuliers contre le feu,.

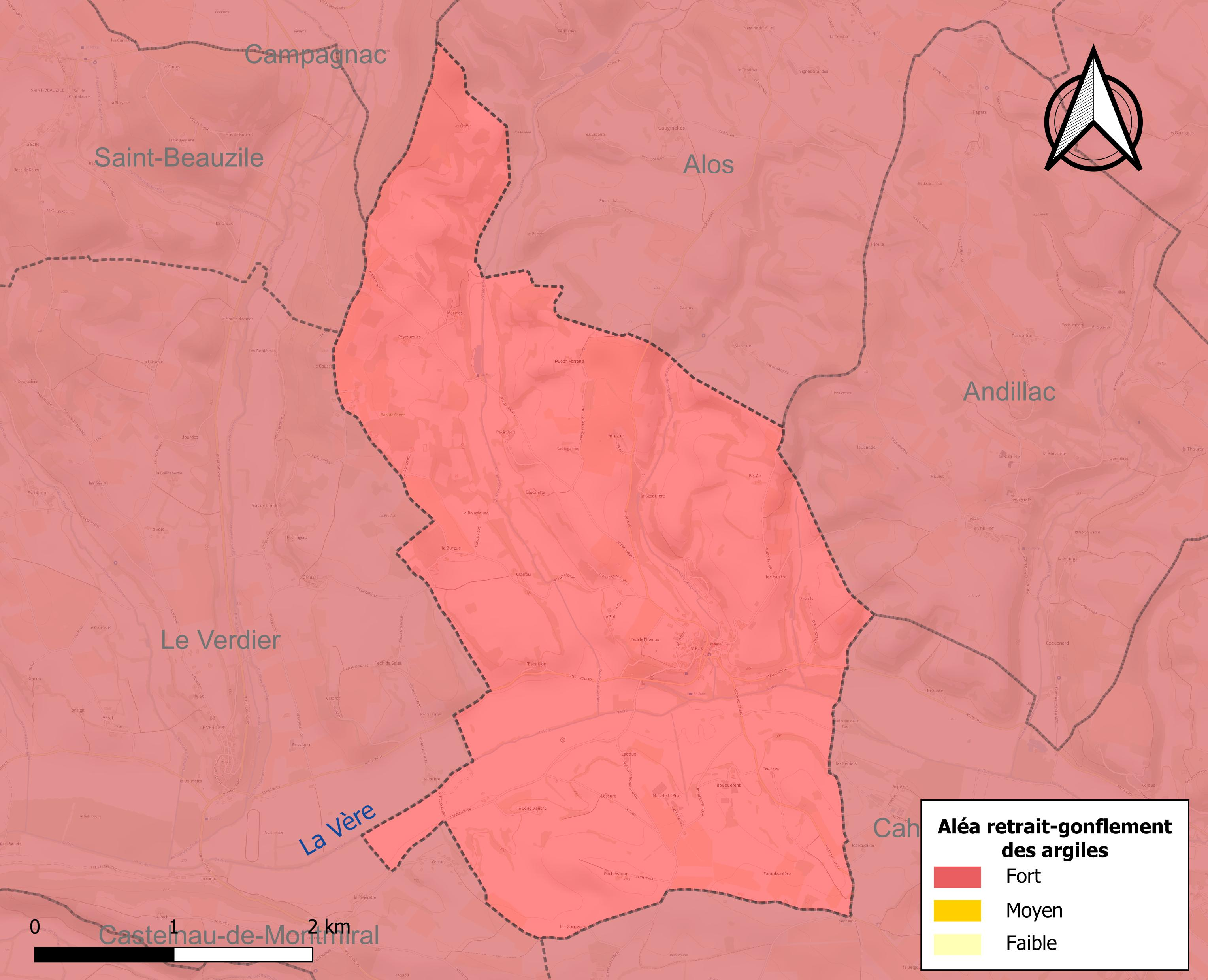
Carte des zones d'aléa retrait-gonflement des sols argileux de Vieux.

La commune est vulnérable au risque de mouvements de terrains constitué principalement du retrait-gonflement des sols argileux. Cet aléa est susceptible d'engendrer des dommages importants aux bâtiments en cas d’alternance de périodes de sécheresse et de pluie. La totalité de la commune est en aléa moyen ou fort (76,3 % au niveau départemental et 48,5 % au niveau national). Sur les 128 bâtiments dénombrés sur la commune en 2019, 128 sont en aléa moyen ou fort, soit 100 %, à comparer aux 90 % au niveau départemental et 54 % au niveau national. Une cartographie de l'exposition du territoire national au retrait gonflement des sols argileux est disponible sur le site du BRGM,.
Par ailleurs, afin de mieux appréhender le risque d’affaissement de terrain, l'inventaire national des cavités souterraines permet de localiser celles situées sur la commune.

#### Risques technologiques
Le risque de transport de matières dangereuses sur la commune est lié à sa traversée par des infrastructures routières ou ferroviaires importantes ou la présence d'une canalisation de transport d'hydrocarbures. Un accident se produisant sur de telles infrastructures est susceptible d’avoir des effets graves sur les biens, les personnes ou l'environnement, selon la nature du matériau transporté. Des dispositions d’urbanisme peuvent être préconisées en conséquence.

## Histoire
Eugène de Carthage, évêque de Carthage (Tunisie actuelle) durant la seconde moitié du Ve siècle après Jésus Christ, a été contemporain de l'invasion de cette province africaine de l'empire romain par les Vandales.
Les profonds et inconciliables différents religieux et politiques entre une population catholique et des Vandales chrétiens ariens ont abouti à la condamnation en 495 et à l'exil de Saint Eugène à Vieux dans le Tarn, qui à cette période fait encore partie du royaume Wisigoth, et où il meurt le 13 juillet 505. Durant une décennie passée dans le diocèse d'Albi, il a été une personnalité régionale importante.
- L'église Saint-Eugène :

Au Xe siècle, Adalard, abbé de Saint-Eugène est cité dans un acte d'échange avec l'évêque d'Albi, Miron.
Le 29 septembre 1494, jour de la fête de la Saint Michel, une longue procession quittait l'église de Vieux. Conformément aux ordres de Louis d'Amboise, archevêque d'Albi, quatre chanoines accompagnés des consuls de la ville d'Albi torche en main et d'un grand concours de fidèles, transportaient dans leur cathédrale les cinq corps des saints de Vieux vénérés depuis des siècles.
- Le château :

### Héraldique
| Vieux | Son blasonnement est : Tiercé en bande de sable, d'argent et d'azur. |

## Politique et administration

### Administration municipale
Le nombre d'habitants au recensement de 2017 étant compris entre 100 habitants et 499 habitants, le nombre de membres du conseil municipal pour l'élection de 2020 est de onze,.

### Rattachements administratifs et électoraux
Commune faisant partie de la Gaillac Graulhet Agglomération et du canton de Vignobles et Bastides (avant le redécoupage départemental de 2014, Vieux faisait partie de l'ex-canton de Castelnau-de-Montmiral) et avant le 1er janvier 2017 elle faisait partie de la communauté de communes de Vère Grésigne.

### Liste des maires
| Période                                  | Période   | Identité         | Étiquette | Qualité |
| ---------------------------------------- | --------- | ---------------- | --------- | ------- |
| Mars 1971                                | Mars 2001 | Marc Fabre       |           |         |
| Mars 2001                                | 2006      | Jean-Louis Pieux |           |         |
| 2006                                     | Mars 2014 | Guy Cazes        |           |         |
| Mars 2014                                | Mars 2020 | Annick Pieux     |           |         |
| Mars 2020                                | En cours  | Guy Legros       |           |         |
| Les données manquantes sont à compléter. |           |                  |           |         |

## Population et société

### Démographie
L'évolution du nombre d'habitants est connue à travers les recensements de la population effectués dans la commune depuis 1793. Pour les communes de moins de 10 000 habitants, une enquête de recensement portant sur toute la population est réalisée tous les cinq ans, les populations de référence des années intermédiaires étant quant à elles estimées par interpolation ou extrapolation. Pour la commune, le premier recensement exhaustif entrant dans le cadre du nouveau dispositif a été réalisé en 2005.

En 2022, la commune comptait 230 habitants, en évolution de +3,6 % par rapport à 2016 (Tarn : +2,52 %, France hors Mayotte : +2,11 %).
| 1793 | 1800 | 1806 | 1821 | 1831 | 1836 | 1841 | 1846 | 1851 |
| ---- | ---- | ---- | ---- | ---- | ---- | ---- | ---- | ---- |
| 339  | 329  | 409  | 446  | 482  | 476  | 496  | 504  | 469  |

| 1856 | 1861 | 1866 | 1872 | 1876 | 1881 | 1886 | 1891 | 1896 |
| ---- | ---- | ---- | ---- | ---- | ---- | ---- | ---- | ---- |
| 458  | 438  | 438  | 416  | 422  | 406  | 401  | 354  | 325  |

| 1901 | 1906 | 1911 | 1921 | 1926 | 1931 | 1936 | 1946 | 1954 |
| ---- | ---- | ---- | ---- | ---- | ---- | ---- | ---- | ---- |
| 304  | 318  | 341  | 289  | 277  | 257  | 243  | 271  | 268  |

| 1962 | 1968 | 1975 | 1982 | 1990 | 1999 | 2005 | 2006 | 2010 |
| ---- | ---- | ---- | ---- | ---- | ---- | ---- | ---- | ---- |
| 246  | 247  | 206  | 209  | 195  | 155  | 168  | 169  | 175  |

| 2015 | 2020 | 2022 | - | - | - | - | - | - |
| ---- | ---- | ---- | - | - | - | - | - | - |
| 219  | 227  | 230  | - | - | - | - | - | - |

| selon la population municipale des années : | 1968 | 1975 | 1982 | 1990 | 1999 | 2006 | 2009 | 2013 |
| Rang de la commune dans le département      | 215  | 240  | 212  | 217  | 240  | 241  | 244  | 236  |
| Nombre de communes du département           | 326  | 324  | 324  | 324  | 324  | 323  | 323  | 323  |

### Enseignement
Vieux fait partie de l'académie de Toulouse.

### Activités sportives
Chasse, randonnée pédestre, pétanque,

### Écologie et recyclage
La collecte et le traitement des déchets des ménages et des déchets assimilés ainsi que la protection et la mise en valeur de l'environnement se font dans le cadre de Gaillac Graulhet Agglomération.

## Économie

### Revenus
En 2018, la commune compte 90 ménages fiscaux, regroupant 211 personnes. La médiane du revenu disponible par unité de consommation est de 19 000 € (20 400 € dans le département).

### Emploi
|                | 2008   | 2013   | 2018   |
| -------------- | ------ | ------ | ------ |
| Commune        | 13,6 % | 10,1 % | 11,8 % |
| Département    | 8,2 %  | 9,9 %  | 10 %   |
| France entière | 8,3 %  | 10 %   | 10 %   |

En 2018, la population âgée de 15 à 64 ans s'élève à 126 personnes, parmi lesquelles on compte 85,8 % d'actifs (74 % ayant un emploi et 11,8 % de chômeurs) et 14,2 % d'inactifs,. Depuis 2008, le taux de chômage communal (au sens du recensement) des 15-64 ans est supérieur à celui de la France et du département.
La commune fait partie de la couronne de l'aire d'attraction de Gaillac, du fait qu'au moins 15 % des actifs travaillent dans le pôle,. Elle compte 33 emplois en 2018, contre 43 en 2013 et 42 en 2008. Le nombre d'actifs ayant un emploi résidant dans la commune est de 96, soit un indicateur de concentration d'emploi de 34,6 % et un taux d'activité parmi les 15 ans ou plus de 60,9 %.
Sur ces 96 actifs de 15 ans ou plus ayant un emploi, 27 travaillent dans la commune, soit 28 % des habitants. Pour se rendre au travail, 87,6 % des habitants utilisent un véhicule personnel ou de fonction à quatre roues, 2,1 % les transports en commun, 1 % s'y rendent en deux-roues, à vélo ou à pied et 9,3 % n'ont pas besoin de transport (travail au domicile).

### Activités hors agriculture
24 établissements sont implantés à Vieux au 31 décembre 2019.
Le secteur des activités spécialisées, scientifiques et techniques et des activités de services administratifs et de soutien est prépondérant sur la commune puisqu'il représente 25 % du nombre total d'établissements de la commune (6 sur les 24 entreprises implantées  à Vieux), contre 13,8 % au niveau départemental.

### Agriculture
La commune est dans le Gaillacois, une petite région agricole au sous-sol argilo-graveleux et/ou calcaire dédiée à la viticulture depuis plus de 2000 ans, située dans le centre-ouest du département du Tarn. En 2020, l'orientation technico-économique de l'agriculture  sur la commune est la polyculture et/ou le polyélevage. 
|               | 1988 | 2000 | 2010 | 2020  |
| ------------- | ---- | ---- | ---- | ----- |
| Exploitations | 17   | 11   | 11   | 18    |
| SAU (ha)      | 597  | 705  | 771  | 1 084 |

Le nombre d'exploitations agricoles en activité et ayant leur siège dans la commune est passé de 17 lors du recensement agricole de 1988  à 11 en 2000 puis à 11 en 2010 et enfin à 18 en 2020, soit une augmentation de 6 % en 32 ans. Le même mouvement est observé à l'échelle du département qui a perdu pendant cette période 58 % de ses exploitations,. La surface agricole utilisée sur la commune a quant à elle augmenté, passant de 597 ha en 1988 à 1 084 ha en 2020. Parallèlement la surface agricole utilisée moyenne par exploitation a augmenté, passant de 35 à 60 ha.

## Culture locale et patrimoine

### Lieux et monuments
- Église Saint-Eugène, du XIIIe siècle ; reliques ; statues des saints de Vieux. L'édifice a été classé au titre des monuments historiques en 1906[41]. De nombreux objets sont référencés dans la base Palissy (voir les notices liées)[41].
- Menhir de Sainte-Carissime : menhir classé au titre des monuments historiques depuis le 22 mars 1977[42].

### Personnalités liées à la commune
- Miron évêque
- Doat Alaman